# Kapitan straży

Naramiennik kapitana

Kapitan (kpt.) − stopień oficerski w Państwowej Straży Pożarnej. Niższym stopniem jest młodszy kapitan, a wyższym starszy kapitan. Odpowiednik stopnia porucznika w Wojsku Polskim, Straży Granicznej, Służbie Więziennej, Biurze Ochrony Rządu, Agencji Bezpieczeństwa Wewnętrznego. Odpowiednikiem tego stopnia w policji jest stopień komisarza Policji.